# 新米歇爾宮
59°56′39″N 30°19′20″E / 59.944064°N 30.322132°E

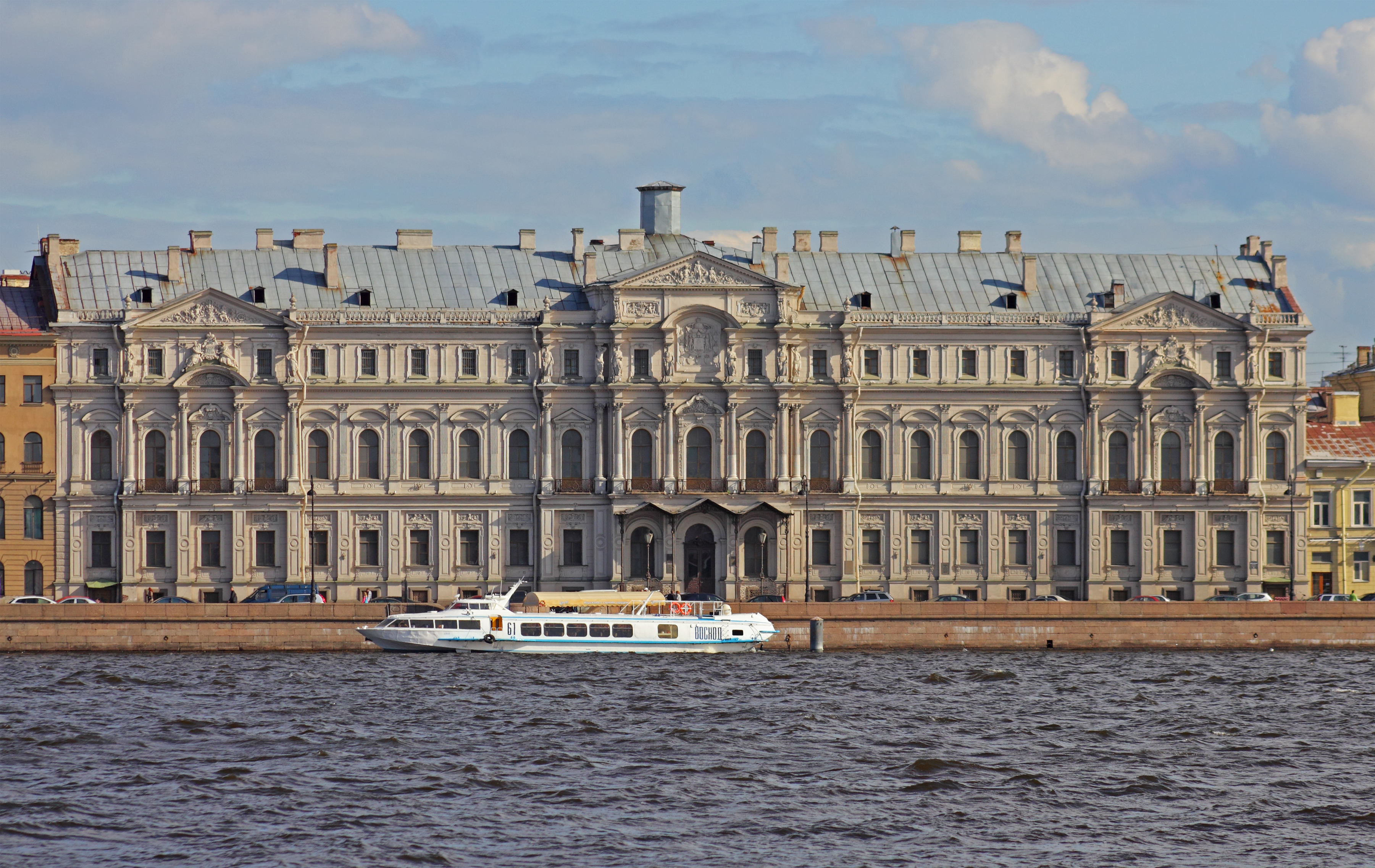
新米歇爾宮

新米歇爾宮（Ново-Михайловский дворец）是聖彼得堡的第三座宮殿，設計者是安德烈·施塔肯施奈德，為沙皇尼古拉一世的子女而興建。新米歇爾宮修建於1857年至1862年，位於宮廷濱河路。十月革命之後，這裡曾是共產主義學院的所在地。 